# Стенлі (округ, Північна Кароліна)
Шаблон:StateAbbr_ 35°19′ пн. ш. 80°15′ зх. д. / 35.31° пн. ш. 80.25° зх. д.
Округ  Стенлі (англ. Stanly County) — округ (графство) у штаті  Північна Кароліна, США. Ідентифікатор округу 37167.

## Історія
Округ утворений 1841 року.

## Демографія
За даними перепису 
2000 року 
загальне населення округу становило 58100 осіб, зокрема міського населення було 18919, а сільського — 39181.
Серед мешканців округу чоловіків було 28671, а жінок — 29429. В окрузі було 22223 домогосподарства, 16156 родин, які мешкали в 24582 будинках.
Середній розмір родини становив 3.
Віковий розподіл населення поданий у таблиці:
| Стать    | До 15 років | 15-21 | 22-29 | 30-39 | 40-49 | 50-65 | 65-85 | Понад 85 |
| -------- | ----------- | ----- | ----- | ----- | ----- | ----- | ----- | -------- |
| Чоловіки | 6277        | 2635  | 3031  | 4499  | 4319  | 4660  | 3017  | 233      |
| Жінки    | 5856        | 2624  | 2700  | 4269  | 4073  | 4892  | 4368  | 647      |

## Суміжні округи
- Ровен — північ
- Девідсон — північний схід
- Монтгомері — схід
- Енсон — південь
- Юніон — південь
- Каберрус — захід

## Виноски
1. ↑  U.S. Decennial Census. United States Census Bureau. Архів оригіналу за 12 травня 2015. Процитовано 19 січня 2015.
2. ↑  Historical Census Browser. University of Virginia Library. Архів оригіналу за 11 серпня 2012. Процитовано 19 січня 2015.
3. ↑  Forstall, Richard L., ред. (27 березня 1995). Population of Counties by Decennial Census: 1900 to 1990. United States Census Bureau. Архів оригіналу за 3 березня 2015. Процитовано 19 січня 2015.
4. ↑  Census 2000 PHC-T-4. Ranking Tables for Counties: 1990 and 2000 (PDF). United States Census Bureau. 2 квітня 2001. Архів оригіналу (PDF) за 18 грудня 2014. Процитовано 19 січня 2015.
5. ↑  State & County QuickFacts. United States Census Bureau. Архів оригіналу за 20 липня 2011. Процитовано 30 жовтня 2013.(англ.) Наведено за англійською вікіпедією.
6. ↑  American FactFinder. Бюро перепису населення США. Архів оригіналу за 26 лютого 2012. Процитовано 31 січня 2008. [Архівовано 2008-05-21 у Wayback Machine.]

| США | Це незавершена стаття з географії США. Ви можете допомогти проєкту, виправивши або дописавши її. |